# Nikołaj Czerwow
Nikołaj Fiodorowicz Czerwow (ros. Николай Фёдорович Червов, ur. 22 listopada 1922 w Kemerowie, zm. 28 marca 2013) – radziecki generał pułkownik.

## Życiorys
Od sierpnia 1941 żołnierz Armii Czerwonej, słuchacz szkoły pułkowej, później uczestnik walk na froncie, 1942 ranny. Po ukończeniu szkoły wojskowej dowódca plutonu, a od 1943 dowódca kompanii, od czerwca 1943 członek WKP(b), od czerwca 1944 zastępca dowódcy batalionu, ponownie ranny, od stycznia 1945 dowódca batalionu na 3 Froncie Ukraińskim. Po wojnie studiował w Akademii Wojskowej im. Michaiła Frunzego i Wojskowej Akademii Sztabu Generalnego, później wykładał w Akademii im. Frunzego. Od 1969 oficer wywiadu Armii Radzieckiej, w latach 1969–1971 zastępca szefa Głównego Zarządu Wywiadowczego Sztabu Generalnego Sił Zbrojnych ZSRR, 1971–1976 szef Dziesiątego Zarządu (Informacji) Głównego Zarządu Wywiadowczego, 1977–1979 zastępca szefa Głównego Zarządu Wywiadowczego. Kandydat nauk wojskowych, docent.

## Odznaczenia
- Order Rewolucji Październikowej
- Order Czerwonego Sztandaru (1945)
- Order Wojny Ojczyźnianej I klasy (1943)
- Order Czerwonego Sztandaru Pracy
- Order Czerwonej Gwiazdy

I medale.